# Orthogonioptilum violascens
Orthogonioptilum violascens är en fjärilsart som beskrevs av Hans Rebel 1914. Orthogonioptilum violascens ingår i släktet Orthogonioptilum och familjen påfågelsspinnare. Inga underarter finns listade i Catalogue of Life.